# 9962 Pfau
9962 Pfau è un asteroide della fascia principale. Scoperto nel 1991, presenta un'orbita caratterizzata da un semiasse maggiore pari a 2,3831848 UA e da un'eccentricità di 0,1398897, inclinata di 0,79067° rispetto all'eclittica.